# Аррондо, Инес
Инес Аррондо (исп. Inés Arrondo, 28 ноября 1977, Мар-дель-Плата, Аргентина) — аргентинская хоккеистка (хоккей на траве), нападающий, политик. Серебряный призёр летних Олимпийских игр 2000 года, бронзовый призёр летних Олимпийских игр 2004 года, чемпионка мира 2002 года, двукратная чемпионка Панамериканских игр 1999 и 2003 годов.

## Биография
Инес Аррондо родилась 28 ноября 1977 года в аргентинском городе Мар-дель-Плата.
Играла в хоккей на траве за «Сент-Катеринес» из Буэнос-Айреса.
В 1997—2004 годах выступала за сборную Аргентины, провела 125 матчей, забила 14 мячей.
В 2000 году вошла в состав женской сборной Аргентины по хоккею на траве на летних Олимпийских играх в Сиднее и завоевала серебряную медаль. Играла в поле, провела 8 матчей, мячей не забивала.
В 2002 году завоевала серебряную медаль на чемпионате мира в Перте.
В 2004 году вошла в состав женской сборной Аргентины по хоккею на траве на летних Олимпийских играх в Афинах и завоевала бронзовую медаль. Играла в поле, провела 6 матчей, забила 1 мяч в ворота сборной Японии.
Дважды завоёвывала золотые медали хоккейных турниров Панамериканских игр — в 1999 году в Виннипеге и в 2003 году в Санто-Доминго.
Завоевала комплект медалей Трофея чемпионов: золото в 2001 году, серебро в 2002 году, бронзу в 2004 году.
После окончания игровой карьеры занялась политикой. В 2017 году участвовала в выборах, претендуя на пост сенатора провинции Буэнос-Айрес.
19 декабря 2019 года заняла пост секретаря по спорту Аргентины, став первой женщиной в этой должности.